# Chloroclystis
Chloroclystis là một chi bướm đêm thuộc họ Geometridae.

## Các loài
- Chloroclystis ablechra Turner, 1904
- Chloroclystis alpnista Turner, 1907
- Chloroclystis approximata (Walker, 1869)
- Chloroclystis athaumasta Turner, 1908
- Chloroclystis bryodes Turner, 1907
- Chloroclystis catastreptes (Meyrick, 1891)
- Chloroclystis celidota Turner, 1931
- Chloroclystis cissocosma Turner, 1904
- Chloroclystis decimana Vojnits, 1994
- Chloroclystis delosticha Turner, 1942
- Chloroclystis elaeopa Turner, 1908
- Chloroclystis embolocosma (Turner, 1936)
- Chloroclystis epilopha Turner, 1907
- Chloroclystis filata – Filata Moth (Guenée, 1857)
- Chloroclystis filicata (Swinhoe, 1892)
- Chloroclystis gonias Turner, 1904
- Chloroclystis guttifera Turner, 1904
- Chloroclystis insigillata (Walker, 1862)
- Chloroclystis metallospora Turner, 1904
- Chloroclystis mniochroa Turner, 1904
- Chloroclystis nigrilineata Warren, 1898
- Chloroclystis onusta Vojnits, 1994
- Chloroclystis pallidiplaga (Warren, 1898)
- Chloroclystis papillosa (Warren, 1896)
- Chloroclystis pauxillula Turner, 1907
- Chloroclystis perissa Turner, 1908
- Chloroclystis phoenochyta Turner, 1922
- Chloroclystis plinthochyta Turner, 1931
- Chloroclystis poliophrica Turner, 1922
- Chloroclystis pyrrholopha Turner, 1907
- Chloroclystis pyrsodonta Turner, 1922
- Chloroclystis rectangulata – Green Pug
- Chloroclystis stenophrica Turner, 1931
- Chloroclystis testulata – Pome Looper (Guenée, 1857)
- Chloroclystis v-ata – V-Pug (Haworth, 1809)
- Chloroclystis viridescens (Warren, 1895)

## Hình ảnh

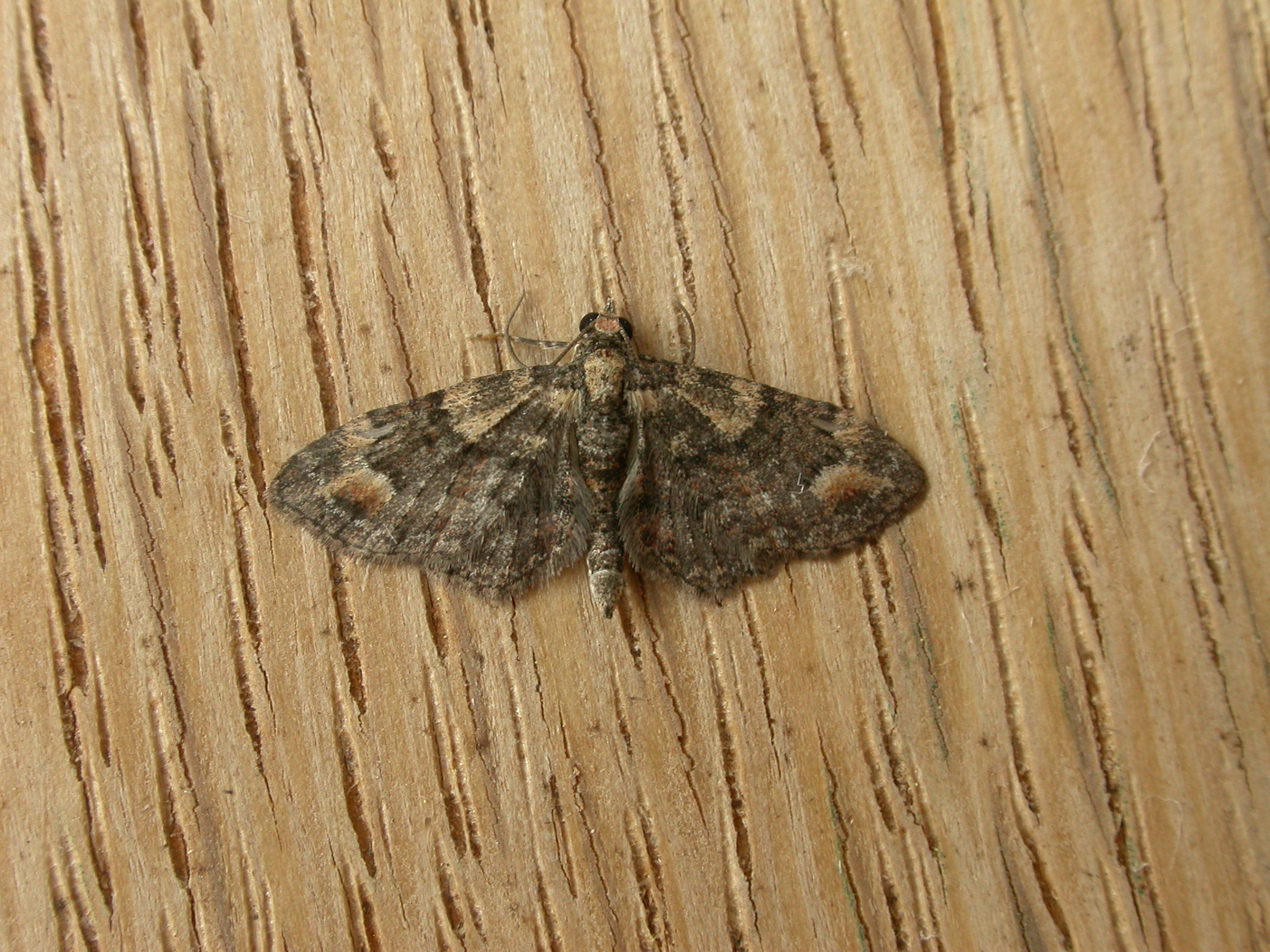
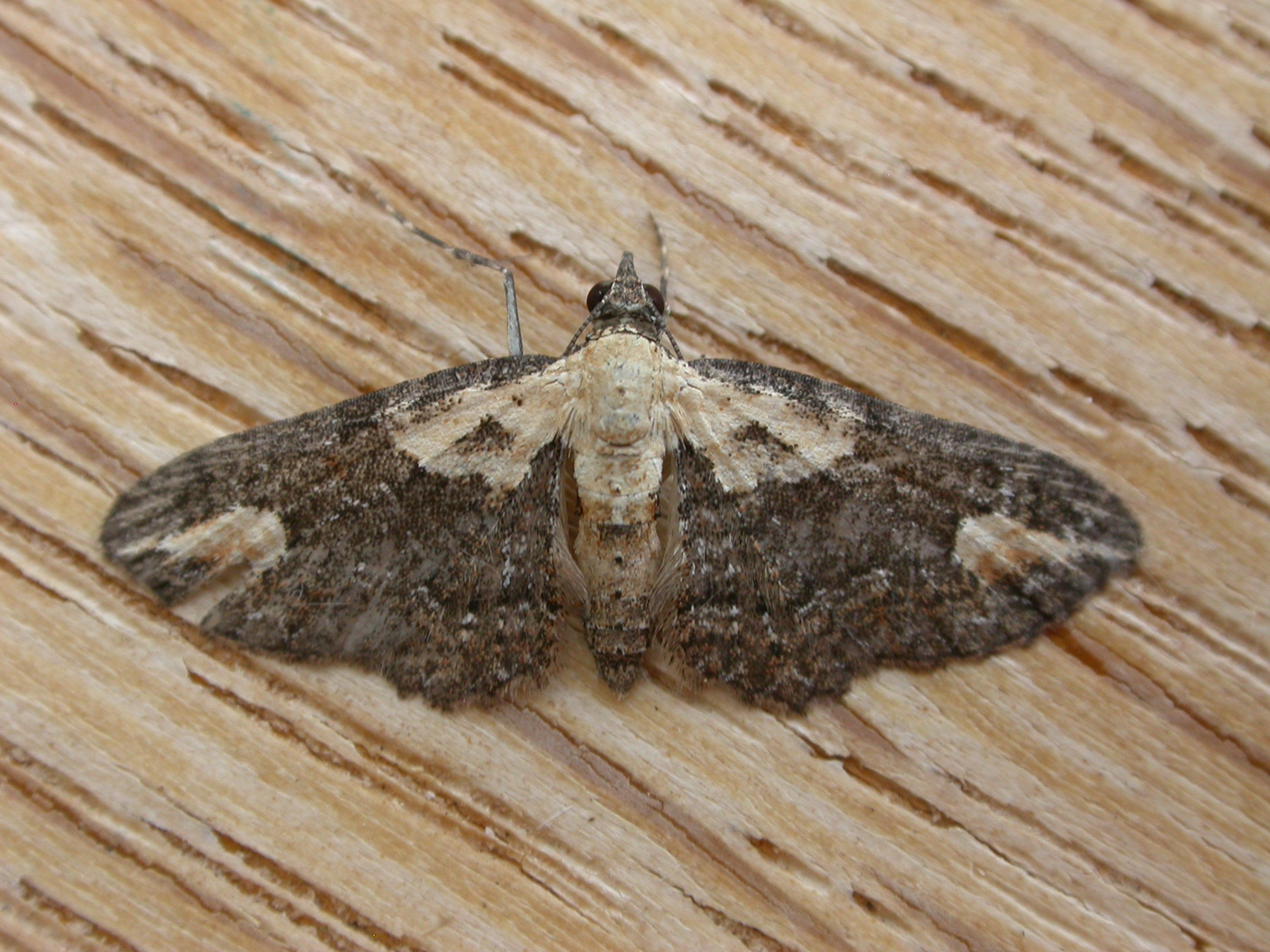
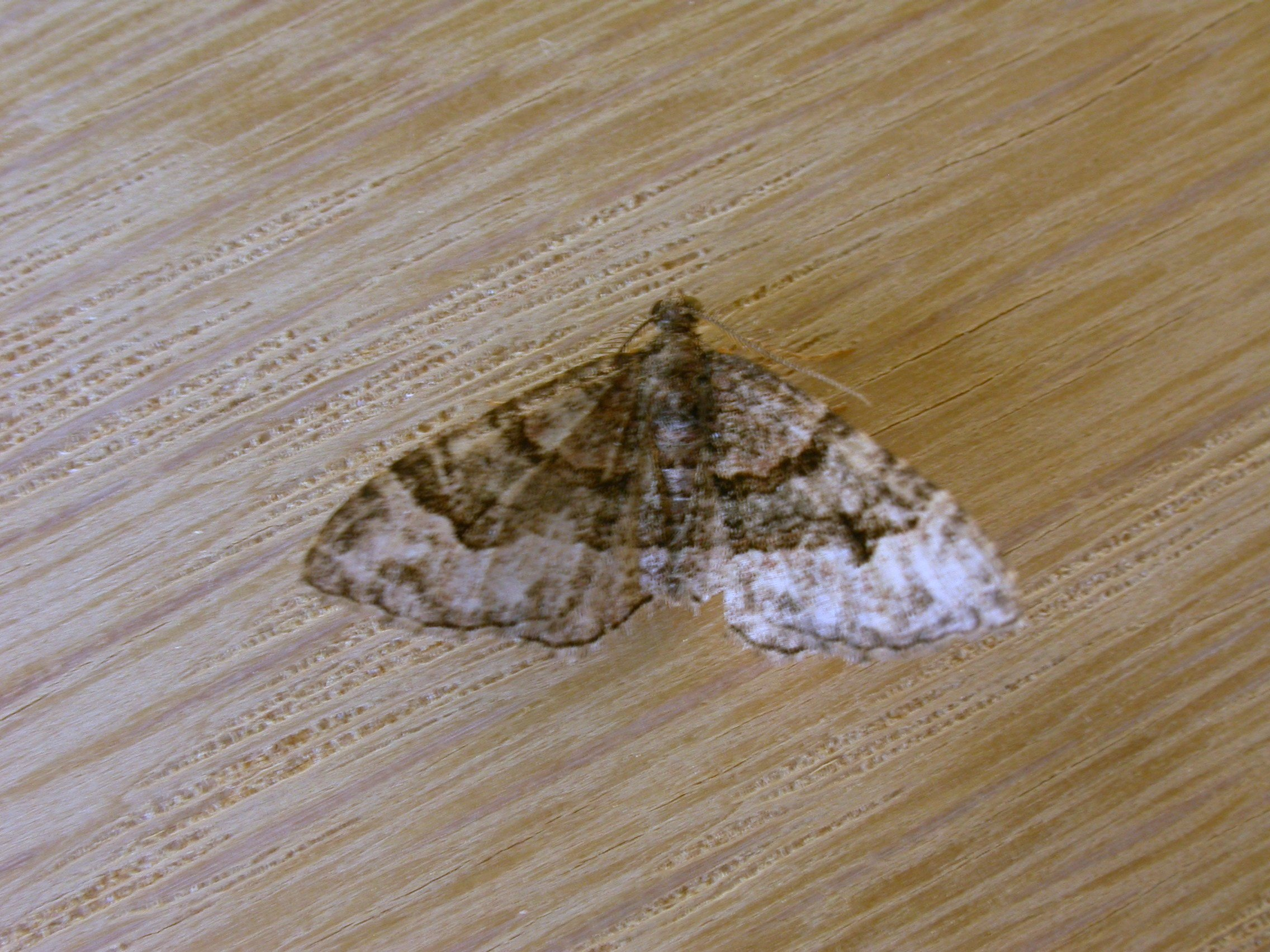
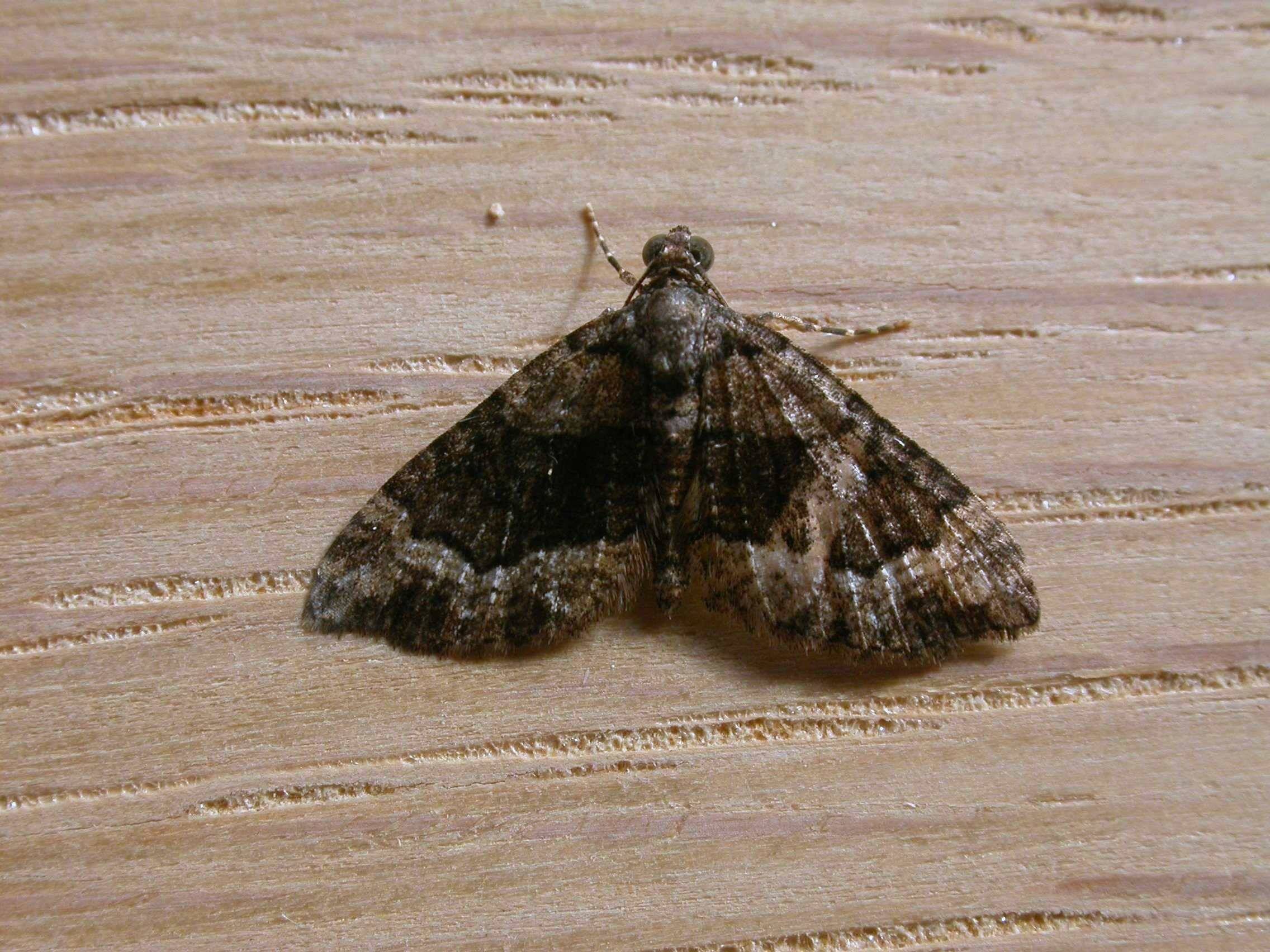